# Antonius Niger

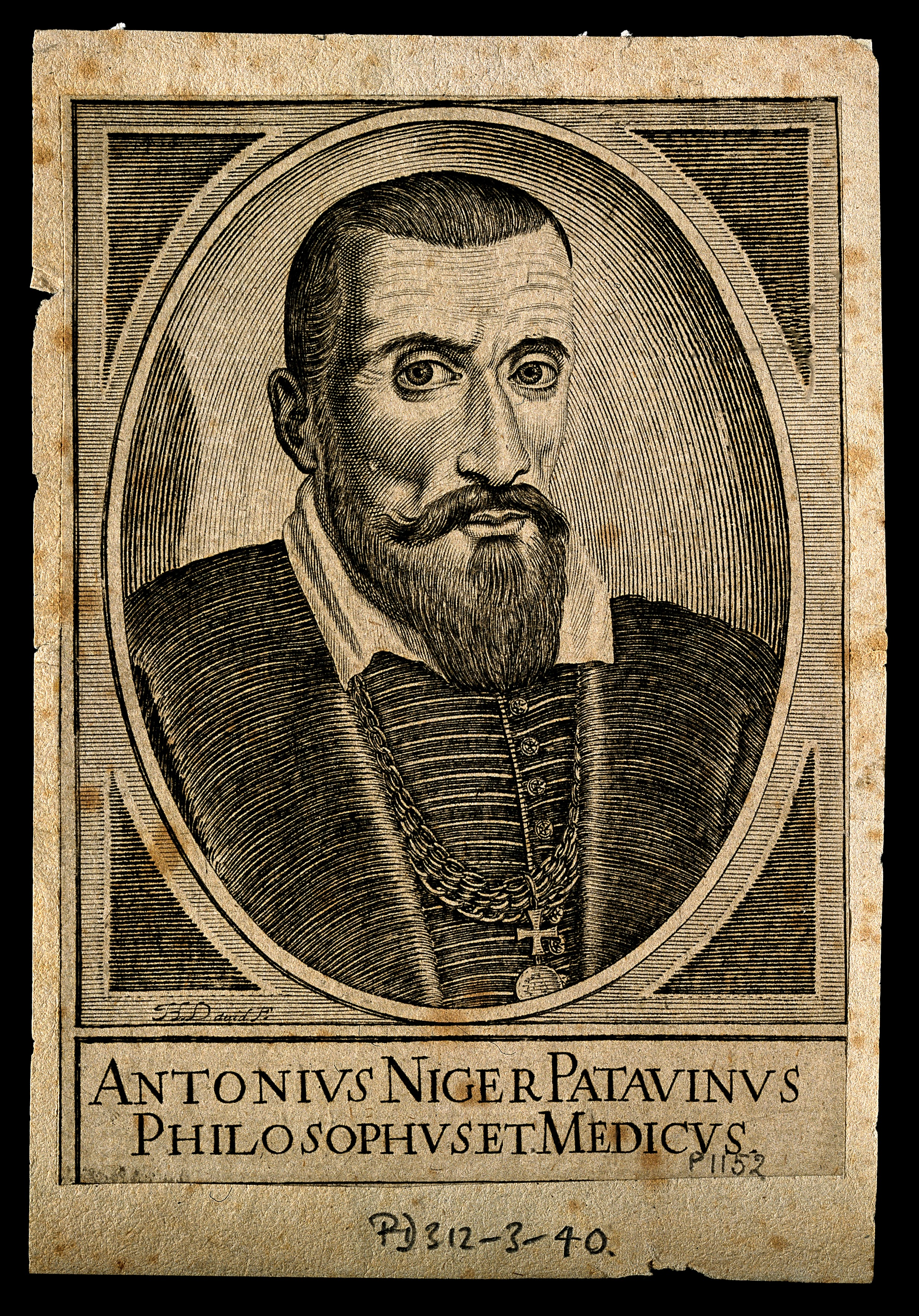

Antonius Niger, auch Nigrinus, Melas oder Mela (* um 1500 in Breslau; † 5. Juni 1555 in Braunschweig) war ein deutscher Humanist, Naturwissenschaftler, Hochschullehrer und braunschweigischer Arzt.

## Leben
Antonius Niger studierte vermutlich vor 1516 an der Universität Erfurt, wo er sich dem so genannten „Erfurter Humanistenkreis“ um Helius Eobanus Hessus anschloss. Mit Hessus trat er 1516 mit Epigrammen gegen Edward Lee, den späteren Erzbischof von York, für Erasmus von Rotterdam ein. Von 1517 bis 1521 wirkte er als Unterlehrer an der von Euricius Cordus geleiteten Marienschule in Erfurt. In nahe Freundschaft trat er auch mit Joachim Camerarius der Ältere. Der Magistergrad wurde ihm in Erfurt aus unbekannten Gründen verweigert. Es gibt die Vermutung, dass er seinen Magister in Wittenberg bekam. Anschließend zog er nach Breslau und wirkte dort als Lehrer. 1524 nahm er an der Breslauer Disputation von Johann Heß als Vertreter des griechischen Textes der heiligen Schrift teil. Ebenso beteiligte er sich an dem Federkrieg, welcher zwischen Breslauer und Krakauer Gelehrten über die reformatorische Bewegung entbrannt war.
Nachdem er an keiner Universität Fuß fassen konnte, begann er um 1527 in Wien das Medizinstudium. Für eine Lehrerstellung in Posen am Lubranski’schen Athenäum unterbrach er seine Studien. 1533 wurde er der erste Professor der Naturwissenschaften an der Universität Marburg. 1536 schloss er in Padua unter dem Namen Antonius Melas sein Medizinstudium mit dem Doktorhut ab und wurde 1537 Stadtarzt in Braunschweig. Gleichzeitig unterrichtete er zeitweise Griechisch.
Am 5. Juni 1555 starb er in Braunschweig.

## Werke (Auswahl)
- Die Tristien des Ovid. Krakau 1529.
- Disputatio doctoris Wenceslai Bayer Cubitensis, de principatu cordis. 1550 (Latein, Online).
- Exhortatio ad liberalium artia studia solidam erudiendae adolescentiae rationem complectens. 1550 (Latein, Online).
- Psalmi aliquot Davidis graecis versibus compositi. Leipzig 1552.
- Umarbeitung der griechischen Grammatik von Johannes Metzler
- Ueber die zehn Hauptirrthümer und Mißbräuche, welche die Medicin in Mißachtung gebracht haben. Consilium de tuenda valetudine. Leipzig 1554.